# Artemide
Artemide ist ein weltweit bekannter italienischer Leuchtenhersteller. Zwei seiner wohl bekanntesten Produkte sind die Tischleuchten Tizio (1972) von Richard Sapper sowie Tolomeo (1987) von Michele De Lucchi und Giancarlo Fassina.

## Geschichte und Organisation
1960 wurde die Firma von Ernesto Gismondi (1931–2020) und Sergio Mazza gegründet. Eine erste ausländische Niederlassung entstand 1980 in den USA. Heute hat Artemide Niederlassungen in zahlreichen Ländern. Die 1986 gegründete deutsche Niederlassung, die von Steffen Salinger als Geschäftsführer geleitet wird, hat ihren Sitz in Fröndenberg/Ruhr.
Die Artemide Group fungiert als Holding für die Aktiengesellschaften Artemide, Artemide Architectural Division (mit Sitz in Saint-Florent-sur-Cher, Frankreich) und Nord Light (mit Sitz in Sieci, Italien). Sie betreibt sechs Produktionsstandorte, drei in Italien und je einen in Deutschland, Ungarn und Frankreich.

## Design
Zu den Designern, die für Artemide gearbeitet haben, zusätzlich zu den bereits erwähnten Michele De Lucchi und Richard Sapper zählen Gae Aulenti, Mario Botta, Norman Foster, Enzo Mari, Neil Poulton, Karim Rashid, Luigi Serafini und Ettore Sottsass. Viele Artemide-Leuchten wurden mit Designpreisen wie dem Compasso d’Oro und dem red dot design award ausgezeichnet, und Museen wie das Metropolitan Museum of Art und das Museum of Modern Art in New York sowie die Galleria Nazionale d’Arte Moderna in Rom haben Artemide-Leuchten in ihre Sammlungen aufgenommen.